# HMS Fitzroy (K553)
HMS Fitzroy (K553) là một tàu frigate lớp Captain của Hải quân Hoàng gia Anh hoạt động trong Chiến tranh Thế giới thứ hai. Nó nguyên được Hoa Kỳ chế tạo như chiếc DE-88 (chưa đặt tên), một tàu hộ tống khu trục lớp Buckley, và chuyển giao cho Anh Quốc theo Chương trình Cho thuê-Cho mượn (Lend-Lease). Là chiếc tàu chiến thứ hai của Hải quân Anh được đặt cái tên này, tên nó được đặt theo Phó đô đốc Sir Robert FitzRoy (1805-1865), hạm trưởng chiếc HMS Beagle và đã từng tham gia chuyến đi khảo sát thứ hai của Charles Darwin vào năm 1831-1836. Nó đã phục vụ cho đến khi chiến tranh kết thúc tại Châu Âu, hoàn trả cho Hoa Kỳ năm 1946, và cuối cùng bị bán để tháo dỡ vào năm 1946.

## Thiết kế và chế tạo
Buckley là một trong số sáu lớp tàu hộ tống khu trục được Hải quân Hoa Kỳ chế tạo nhằm đáp ứng nhu cầu hộ tống vận tải trong Thế Chiến II, sau khi Hoa Kỳ chính thức tham chiến vào cuối năm 1941. Chúng hầu như tương tự nhau, chỉ với những khác biệt về hệ thống động lực và vũ khí trang bị. Động cơ của phân lớp Backley bao gồm hai turbine hơi nước General Electric để dẫn động hai máy phát điện vận hành hai trục chân vịt, và dàn vũ khí chính bao gồm 3 khẩu pháo pháo 3 in (76 mm)/50 cal.
Những chiếc phân lớp Buckley (TE) có chiều dài ở mực nước 300 ft (91 m) và chiều dài chung 306 ft (93 m); mạn tàu rộng 37 ft 1 in (11,30 m) và độ sâu mớn nước khi đầy tải là 11 ft 3 in (3,43 m). Chúng có trọng lượng choán nước tiêu chuẩn 1.430 tấn Anh (1.450 t); và lên đến 1.823 tấn Anh (1.852 t) khi đầy tải. Hệ thống động lực bao gồm hai nồi hơi và hai turbine hơi nước General Electric công suất 13.500 mã lực (10.100 kW), dẫn động hai máy phát điện công suất 9.200 kilôwatt (12.300 hp) để vận hành hai trục chân vịt;  công suất 12.000 hp (8.900 kW) cho phép đạt được tốc độ tối đa 23 kn (26 mph; 43 km/h). Con tàu mang theo 359 tấn Anh (365 t) dầu đốt, cho phép di chuyển đến 6.000 nmi (6.900 mi; 11.000 km) ở vận tốc đường trường 12 kn (14 mph; 22 km/h).
Vũ khí trang bị bao gồm pháo 3 in (76 mm)/50 cal trên ba tháp pháo nòng đơn đa dụng (có thể đối hạm hoặc phòng không), gồm hai khẩu phía mũi và một khẩu phía đuôi. Vũ khí phòng không tầm gần bao gồm hai pháo Bofors 40 mm và tám pháo phòng không Oerlikon 20 mm. Con tàu có ba ống phóng ngư lôi Mark 15 21 inch (533 mm). Vũ khí chống ngầm bao gồm một dàn súng cối chống tàu ngầm Hedgehog Mk. 10 (có 24 nòng và mang theo 144 quả đạn); hai đường ray Mk. 9 và bốn máy phóng K3 Mk. 6 để thả mìn sâu. Thủy thủ đoàn đầy đủ bao gồm 200 sĩ quan và thủy thủ.
Fitzroy được đặt lườn như là chiếc DE-88 (chưa đặt tên) tại xưởng tàu của hãng Bethlehem-Hingham Steel Shipyard ở Hingham, Massachusetts vào ngày 24 tháng 8, 1943 và được hạ thủy vào ngày 1 tháng 9, 1943. Con tàu được chuyển giao cho Anh Quốc và nhập biên chế cùng Hải quân Anh như là chiếc HMS Fitzroy (K553) vào ngày 16 tháng 10, 1943 dưới quyền chỉ huy của Hạm trưởng, Trung tá Hải quân Colin Henry Campbell.

## Lịch sử hoạt động
Sau khi hoàn tất việc trang bị và chạy thử máy, Fitzroy được giữ lại khu vực Casco Bay, Maine trong vai trò tàu huấn luyện từ tháng 11, 1943 cho đến ngày 7 tháng 1, 1944, khi nhiệm vụ này được tàu chị em Riou (K557) thay phiên. Vượt Đại Tây Dương để gia nhập Đội hộ tống 21 tại Belfast, Bắc Ireland, con tàu được cải biến tại cầu tàu Pollock, Belfast trong tháng 1 và tháng 2 cho phù hợp với hoạt động của Hải quân Anh. Nó cùng với toàn bộ Đội hộ tống 21 được tạm thời phục vụ dưới quyền Bộ chỉ huy Nore trong sáu tháng, chủ yếu làm nhiệm vụ hộ tống vận tải ven biển dọc bờ Đông nước Anh và dọc eo biển Manche ra Đại Tây Dương.
Fitzroy không tham dự trực tiếp vào cuộc đổ bộ Normandy vào ngày 6 tháng 6, 1944, nhưng sau đó đã hộ tống các tàu chở quân vận chuyển lực lượng tăng viện đi sang các bãi đổ bộ. Sang tháng 10, nó cùng với các tàu frigate chị em Byron (K508), Conn (K509), Deane (K551), Redmill (K554) và Rupert (K561) đi đến Belfast để tham gia thành phần hộ tống cho Đoàn tàu JW 61 đi sang Murmansk, Liên Xô. Đoàn tàu khởi hành từ vịnh Bangor vào ngày 14 tháng 10, và Đoàn tàu RA 61 kết thúc hành trình khứ hồi khi về đến Belfast lúc 09 giờ 30 phút ngày 10 tháng 11.
Vào đầu năm 1945, tàu ngầm U-boat Đức hoạt động tích cực tại khu vực biển Ireland, nên Đội hộ tống 21 cũng được phát đi hoạt động tuần tra chống tàu ngầm tại khu vực này. Vào ngày 27 tháng 3, 1945, Fitzroy đã hoạt động phối hợp với các tàu frigate Byron và Redmill để tấn công bằng mìn sâu và đánh chìm chiếc U-boat U-722 ngoài khơi Hebrides, Scotland, ở tọa độ 57°09′B 06°55′T / 57,15°B 6,917°T. Toàn bộ 44 thành viên thủy thủ đoàn của U-722 đều tử trận.
Sau đó vào ngày 8 tháng 4, Fitzroy tiếp tục phối hợp với Byron tấn công bằng mìn sâu và đánh chìm tàu ngầm Đức U-1001 ngoài khơi Land's End, Cornwall, Anh, ở tọa độ 49°19′B 10°23′T / 49,317°B 10,383°T. Toàn bộ 46 thành viên thủy thủ đoàn của U-1001 đều tử trận.
Fitzroy được chính thức hoàn trả cho Hoa Kỳ vào ngày 5 tháng 1, 1946, nhằm giảm bớt chi phí mà Anh phải trả cho Hoa Kỳ trong Chương trình Cho thuê-Cho mượn (Lend-Lease). Do dư thừa so với nhu cầu về tàu chiến sau khi chiến tranh đã chấm dứt, nó được rút tên khỏi danh sách Đăng bạ Hải quân Hoa Kỳ vào ngày 7 tháng 2, 1946 và bị bán để tháo dỡ vào ngày 23 tháng 5, 1946.